# Scott Raynor
Scott William Raynor Jr. (Poway, 23 mei 1978) is een Amerikaanse voormalige drummer en politieagent. Hij was de eerste drummer en (mede)oprichter van de punkrockgroep Blink-182. Hij vormde de band op 14-jarige leeftijd en ging verder met de band; tegen de tijd dat hij 19 was, had de groep veel fans en een gouden plaat met hun album Dude Ranch, verzameld. Zijn zware alcoholgebruik veroorzaakte spanning in het trio, wat leidde tot een gevecht dat op zijn beurt leidde tot zijn ontslag uit de band halverwege een tour in 1998 en de daaropvolgende vervanging door Travis Barker.

## Biografie
Raynor begon op jonge leeftijd te drummen en vormde op 11-jarige leeftijd een groep met vriend Ryan Kennedy om op te treden op een schoolwedstrijd. Het duo was aanvankelijk geïnspireerd door Metallica, maar vond hun materiaal veel te technisch; in plaats daarvan speelden ze "Twist of Cain" van Danzig en "London Dungeon" van The Misfits. Raynor's eerste legitieme optreden bestond uit een cover van "Vlad the Impaler" van GWAR.

### Begin van carrière
Raynor ging naar Rancho Bernardo High School. De school organiseerde vaak Battle of the Bands-wedstrijden en Raynor nam deel met zijn band, The Necropheliacs en speelde een cover van Metallica's "Creeping Death". Tijdens de wedstrijd voerde Tom DeLonge, een leerling die van Poway High School was gezet, een origineel nummer uit met de titel "Who's Gonna Shave Your Back Tonight?". Raynor maakte kennis met DeLonge op een feestje door Paul Scott, medeoprichter van The Necropheliacs, kort voordat hij uit de staat verhuisde. De twee ontdekten dat ze veel gemeen hadden, en DeLonge was op zoek naar een meer permanente band om muziek mee te maken. De twee begonnen liedjes te schrijven bij Raynor's ouders thuis.
DeLonge ontmoette later bassist Mark Hoppus in augustus 1992 via vriend Kerry Key en zijn vriendin, Anne Hoppus. De twee konden het goed met elkaar vinden en DeLonge stelde voor dat Hoppus zich bij DeLonge en Raynor te voegen om zo een volledige band te worden. Hoppus accepteerde het aanbod en het trio begon te oefenen in Raynor's kamer, die geluiddicht was met lege eierdozen vanwege klachten van de buren.
Het trio opereerde voor het eerst onder verschillende namen, waaronder Duck Tape en Figure 8, totdat DeLonge de band omdoopte tot "Blink". De drie speelden uiteindelijk concerten op lokale locaties, wat aandacht trok het lokale onafhankelijke platenlabel Cargo Music. Hoppus was het enige lid dat het contract ondertekende, aangezien DeLonge op dat moment aan het werk was en Raynor nog minderjarig was. De Cheshire Cat-sessies zouden het laatste optreden zijn met de band voor Raynor, omdat hij naar Reno, Nevada ging verhuizen. Raynor bleef de zomer van 1993 bij zijn zus om te repeteren voor de opname van hun debuutalbum. Raynor verhuisde na de opname naar Reno en werd kort vervangen door schoolvriend Mike Krull. De band begon geld te sparen om Raynor naar shows te vliegen, maar uiteindelijk zou Raynor teruggaan naar San Diego om bij Hoppus en zijn familie te wonen. Zijn ouders adviseerde hem toe om fulltime uit school te stappen, maar hij zou zijn school afmaken door huiswerk mee te nemen op tournee.

### Mainstream succes en vertrek van Blink-182
In maart 1996 begon het trio meer interesse te verzamelen onder grote labels, wat resulteerde in een biedingsoorlog tussen Interscope, MCA en Epitaph. MCA's doorzettingsvermogen en oprechtheid won de band, evenals hun belofte van volledige artistieke vrijheid. De band begon die winter met het opnemen van hun tweede album Dude Ranch. De plaat werd de volgende zomer uitgebracht en de band ging op mee op de Warped Tour. Toen de eerste single "Dammit" begon met de rotatie in het in Los Angeles gevestigde KROQ, merkten andere stations het nummer op en werd de single toegevoegd aan rockradio-afspeellijsten in het hele land. Wanhopig op zoek naar een pauze vanwege langdurige tournees, begon de overwerkte band ruzie te maken en ontstonden zich spanningen, die zich grotendeels rond Raynor concentreerden.
Raynor had op jonge leeftijd gepland om op een dag naar de universiteit te gaan. Kort nadat de band Dude Ranch uitbracht, begon Raynor buiten de situatie te denken en beschouwde hij de ervaring van het grote label als niets zoals hij had gehoopt. Hij had pas half geïnvesteerd in de band sinds hij bij MCA tekende, omdat hij vond dat het minder creatieve vrijheid bood, vooral in vergelijking met Epitaph, dat de band had nagestreefd en Raynor's eerste keuze was.
De spanning kwam tot een hoogtepunt in februari 1998 toen de band begon met SnoCore, beschreven als "een winterversie van de Warped Tour". De band deelde het podium met Primus en genoot meer succes dan ooit tevoren, maar het drama tussen de muzikanten was aanzienlijk gegroeid. De relaties bereikten een dieptepunt toen de band ruzie maakte in Nebraska tijdens de tour. Kort na afloop van SnoCore was er een korte mini-tour door Zuid-Californië, de favoriete plek van de band om te spelen. 
Raynor leed een "tragisch verlies" tijdens de minitour van de westkust en vloog naar huis, waardoor de band een invuldrummer dwong te vinden: Travis Barker van de ska punk supportband The Aquabats. Barker leerde de drumtracks voor de set van de band in slechts 45 minuten voor zijn eerste show. Raynor keerde terug voor het Hollywood Palladium-optreden van de band, en de band werd steeds ongemakkelijker en de ruzies werden erger. Om persoonlijke problemen te compenseren, begon Raynor zwaar te drinken en het begon de optredens van de band te beïnvloeden.Na een grotendeels succesvolle Australische tournee in het voorjaar, brachten Hoppus en DeLonge een ultimatum: stoppen met drinken of naar een in-patient afkickkliniek gaan. Raynor stemde met beide. Volgens Raynor werd hij ontslagen via een telefoontje, ondanks zijn instemming met een afkickkliniek. Desondanks voelde hij geen kwaadaardigheid jegens zijn voormalige bandleden en gaf toe dat ze juist waren om hem te ontslaan. Raynor werd na zijn vertrek vervangen door Barker. De band minimaliseerde de impact van de situatie in toekomstige interviews en bleef vaag over zijn vertrek. De band werkte later het vertrek van Raynor uit tot een nummer, "Man Overboard", dat verwijst naar zijn alcoholmisbruik.
Na zijn vertrek in Blink-182 heeft Raynor nog in verschillende bands voordat hij politieagent werd.

## Discografie
- Cheshire Cat (1995)
- Dude Ranch (1997)